# Indolestes lundquisti
Indolestes lundquisti – gatunek ważki z rodziny pałątkowatych (Lestidae). Jest endemitem Nowej Gwinei znanym tylko z dwóch stanowisk położonych w indonezyjskiej części wyspy.